# Colmar (Bekleidungsunternehmen)
Colmar (Manifattura Mario Colombo) ist ein Hersteller von Wintersportbekleidung und Lifestyle-Mode aus Monza, Italien. Die Produkte von Colmar können in eigenen Flagship-Stores oder im spezialisierten Einzelhandel gekauft werden. Das Branchenblatt TextilWirtschaft listet Colmar im Jahre 2015 auf Platz 155 der größten europäischen Modemarken (basierend auf Umsatz). Im Jahr 2017 setzte die Firma Colmar 108 Millionen Euro um.

## Geschichte
Colmar wurde 1923 in Monza von Mario und Irma Colombo als ’Manifattura Mario Colombo’ gegründet. Der Name Colmar ist ein Akronym aus den ersten drei Buchstaben des Nachnamens (COLombo), sowie den ersten drei Buchstaben des Vornamens (MARio) des Gründers. In den ersten Jahren seines Bestehens produzierte das Unternehmen Hüte und Gamaschen aus Wollfilz. Mario Columbo starb im Februar 1944 und seine Frau Irma übernahm die Leitung der Firma. Kurz darauf steigen auch die gemeinsamen Söhne Giancarlo und Angelo in die Firma ein.
1948 begann eine enge Zusammenarbeit mit dem italienischen Wintersportverband. Der italienische Skifahrer Zeno Colò trug bei seinem Sieg im Abfahrtsrennen bei den Olympischen Winterspielen in Oslo 1952 die erste aerodynamische Skibekleidung der Firma Colmar. Bekannte Skifahrer der Zeit, wie Roland und Gustav Thöni, Erwin Stricker und Alberto Tomba trugen zur allgemeinen Popularität des Skifahrens in Italien bei, wodurch auch Colmar weiter wachsen konnte. Im Jahre 2010 steigt die Firma auch in den Bereich Golfbekleidung ein.